# Pedro Lourenço Machado
Pedro Lourenço Machado (c.1545 São Jorge, Açores - ?), filho de Afonso Lourenço (c.1518, Vila Viçosa, Évora, Portugal - ?) e de Marquesa Alves Machado or Marquesa Alves (Gonçalves) Machado (c.1525, Calheta, Ribeira Seca - ?), filha de  Gonçalo Anes da Fonseca (ca.1475 Faro, Lagos, Portugal -?) e de Mécia de Andrade Machado  
Gonçalo Anes da Fonseca era filho de João da Fonseca (c.1435 Lagos, Faro, Portugal - ?), filho de Gonçalo Vaz da Fonseca (c.1415 - ?)
Pedro Lourenço casou com Catarina Dias Vieira e tiveram:
1. Gaspar Lourenço Machado casou com Paula de Freitas
2. Francisco Pires Machado (c.1565 - ?) casou com Apolónia Dias Teixeira
3. João Machado casou com Maria Domingas Gonçalves
4. Maria Vieira Machado casou com Jorge Gomes
5. Bárbara Dias Vieira Machado (? - 22 de Janeiro 1620 Santa Bárbara das Nove Ribeiras, Porto, Portugal) casou com Antão Martins Fagundes, Capitão do Exército Português.
6. Isabel Vieira Machado